# Cratere Sandugach
Sandugach  è un cratere sulla superficie di Venere.